# لیو زونگچینگ
لیو زونگچینگ (انگلیسی: Liu Zhongqing؛ زادهٔ november ۱۰, ۱۹۸۵ (۳۹ سال)) ورزشکار اسکی نمایشی اهل چین است.
وی در مسابقات کشوری و بین‌المللی در مجموع برندهٔ ۱ مدال نقره، ۲ مدال برنز شده‌است.